# 임예송
임예송(1995년 ~)은 대한민국의 가수다. 2017년 싱글 앨범 [핸드폰]으로 데뷔했다.

## 방송
- 슈퍼스타K 7 (2015) - Top26

## 음반
- 핸드폰 (2017)
- 양장점 (2017)
- 2019 오월창작가요제 실황음반 (2019)
- 반찬 (2019)
- 찾아줄래 (2020)
- MAKE YOUR ROAD (2020)
- 서울 (2020)
- 도둑 (2021)
- 일기장 (2021)

## 수상
- 2015 전국 5월창작가요제 은상
- 2019 전국 5월창작가요제 장려상